# John Adair (político)
John Adair (9 de Janeiro de 1757 – 19 de maio de 1840) foi um militar e político dos Estados Unidos. Ele foi o 8º governador de Kentucky e representou o estado na Câmara e Senado dos U.S. Nascido na Carolina do Sul, Adair alistou-se na milícia do Estado e atuou na guerra da independência, onde foi capturado e mantido em cativeiro pelos britânicos por algum tempo. Após a guerra ele foi eleito como delegado à Convenção da Carolina do Sul com a finalidade de ratificar a Constituição dos Estados Unidos.
Adair mudou-se para Kentucky em 1786 e participou na guerra aos índios do noroeste, incluindo um combate notável contra "Tartaruga Pequena" (líder indígena de Miami) próximo ao Fort St. Clair em 1792. Muito admirado pela sua atuação em duas guerras,  Adair entrou na política em 1792 como delegado à Convenção Constitucional de Kentucky. Após a separação do Kentucky da Virgínia, Adair foi eleito para um total de oito mandatos na câmara de representantes estado entre 1793 e 1803. Ele serviu como Presidente da câmara de Kentucky em 1802 e 1803 e foi um delegado da segunda convenção constitucional do estado em 1799. Ele assumiu no Senado dos Estados Unidos, preenchendo a vaga deixada pela renúncia de John Breckinridge que havia assumido o cargo de Procurador Geral dos Estados Unidos, não exercendo novos mandatos devido ao seu envolvimento na conspiração de Burr. Depois de um demorado processo judicial, ele foi absolvido de qualquer acusação e ao seu acusador, o General James Wilkinson, foi ordenado a emissão de um pedido de desculpas, mas a publicidade negativa do caso acabou por mantê-lo fora da política por mais de uma década.
A participação do Adair na guerra de 1812 e uma defesa prolongada subsequente dos soldados do Kentucky contra acusações de Andrew Jackson de que eles mostraram covardia na batalha de Nova Orleans restaurou sua reputação. Ele voltou para a câmara do estado em 1817 e seu comandante na guerra, duas vezes governador Isaac Shelby, nomeou-o general ajudante da milícia do estado. Em 1820 Adair foi eleito governador com uma plataforma de facilitação financeira para os Kentuckinianos que foram duramente atingidos pelo pânico financeiro de 1819. Sua principal medida para este fim foi a criação do banco da Commonwealth, mas muitas das suas outras reformas financeiras foram consideradas inconstitucionais pela corte de Apelações de Kentucky, em razão do conflito entre "a nova corte" e a "antiga corte". Após seu mandato como governador, Adair cumpriu um curto mandato na câmara dos representantes dos Estados Unidos, mas não buscou reeleição. Faleceu a 19 de maio de 1840 em sua fazenda em Harrodsburg. Foram nomeados em sua homenagem o Condado de Adair dos estados de Kentucky, Iowa e Missouri, bem como as cidades Adairville no Kentucky e Adair no de Iowa.

## Início da vida
John Adair nasceu no Condado de Chester na Carolina do Sul, filho de imigrantes escoceses, do Barão William e de Mary (Moore) Adair. Foi educado em escolas de Charlotte na Carolina do Norte. Com a eclosão da Guerra Revolucionária Americana, Adair alistou-se na milícia da Carolina do Sul. Ele foi designado para o Regimento de seu amigo, Edward Lacey, sob o comando do Coronel Thomas Sumter. Ele participou do assalto colonial fracassado a um posto avançado de Loyalist (legalistas eram colonos fiéis aos britâncos) em Rocky Mount e a subsequente vitória colonial no batalha de Hanging Rock. Durante a vitória britânica sobre os colonos em 16 de agosto de 1780, na batalha de Camden, Adair foi capturado como prisioneiro de guerra. Ele foi mal tratado e contraiu varíola durante sua prisão que durou meses. Ele tentou uma fuga, mas enfraquecido pela varíola não chegou em local seguro e foi recapturado pelo Coronel britânico Banastre Tarleton após três dias. Posteriormente ele foi libertado em uma troca de prisioneiros. Em 1781 ele foi comissionado como tenente na milícia de Carolina do Sul. Neste posto ele lutou na planejada batalha de Eutaw Springs, última batalha da guerra nas Carolinas. Após a guerra Edward Lacey foi eleito xerife do Condado de Chester, então Adair substituiu-o em seu antigo cargo de juiz de paz do condado. Ele foi escolhido como delegado à Convenção da Carolina do Sul para ratificar a Constituição dos Estados Unidos.
Em 1784, Adair casou-se com Katherine Palmer. Eles tiveram doze filhos, dez deles meninas. Uma das filhas casou-se com Thomas Bell Monroe, que mais tarde serviu como Secretário de estado de Adair e foi nomeado para um Juizado federal. Em 1786 a família Adair migrou para o oeste de Kentucky, fixando-se no Condado de Mercer.

## Atuação na guerra aos índios do noroeste
Em 1791 Adair alistou-se para o atuar como capitão na guerra aos índios do noroeste. Logo foi promovido a major e designado para a Brigada de James Wilkinson. Em 6 de novembro de 1792 uma tropa de Miamis (índios) sob o comando de "tartaruga pequena" encontrou Adair comandando cerca de 100 homens em uma missão de reconhecimento perto do Fort St. Clair em Ohio. Quando os "Miami" atacaram, Adair ordenou ao Tenente (e mais tarde Governador de Kentucky) George Madison atacar o flanco direito do inimigo enquanto Adair levou 25 homens para atacar o flanco esquerdo (Adair tinha a intenção de um subordinado conduzir a tropa, mas o oficial foi morto antes de Adair poder dar a ordem). Mesmo assim a manobra forçou o inimigo a recuar e permitiu que as tropas os de Adair escapassem. Eles se retiraram para seu acampamento e fizeram um posto de guarda, forçando o inimigo a retirar-se. Seis dos homens do Adair foram mortos, quatro desapareceram e cinco foram feridos. Entre os feridos estavam Madison e Richard Taylor, pai do futuro presidente dos Estados Unidos Zachary Taylor.
Os superiores de Adair reconheceram a sua bravura e habilidade de combate e foi promovido para tenente-coronel. Ele foi designado para o comando de Charles Scott, que interinamente serviria como o quarto governador de Kentucky. Ele ajudou na construção de Fort Greeneville em 1794 e encaminhou material para Anthony Wayne durante suas operações que determinaram a vitória decisiva na batalha de Fallen Timbers.

## Início da carreira política

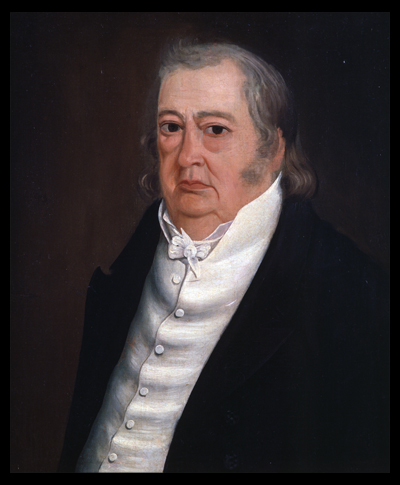
Governor James Garrard nomeou Adair como secretário de terras em 1804.

Conhecido por sua atuação como militar, Adair foi escolhido como delegado à Convenção Constitucional de Kentucky em 1792. Após a admissão do Kentucky para a União, foi eleito para a Câmara dos representantes de Kentucky, exercendo mandato de 1793 a 1795. Ele também manteve-se ativo na milícia de Kentucky. Em 25 de fevereiro de 1797, foi promovido a brigadeiro-general e recebeu o comando da 2ª Brigada da milícia de Kentucky. Ele foi promovido a major-general e recebeu o comando da 2ª divisão da milícia de Kentucky em 16 de dezembro de 1799.
Adair voltou para a câmara dos representantes do Kentucky em 1798. Quando Kentuckinianos votaram para realizar outra Convenção Constitucional em 1799 para corrigir deficiências em sua primeira Constituição, Adair foi escolhido como delegado. Na Convenção, ele era o líder de um grupo de delegados politicamente ambiciosos, que eram contra maiores limitações para funcionários eleitos, especialmente de legisladores. Ele foi novamente eleito para a câmara de Kentucky para mandato de 1800 a 1803. Em 1802, foi escolhido presidente da câmara com trinta votos superando os 14 do veterano David Purviance, que era o candidato preferido pelo governador James Garrard. Ele continuou a servir como presidente até o fim do mandato. Também em 1802 o legislativo formou no estado americano de Kentucky o Condado de Adair em sua homenagem.
Em Janeiro de 1804 Garrard nomeou Adair para o cargo de Secretário do Instituto de terras de estado. Adair foi o sétimo nome submetido por Garrard para o Senado do estado para aquele cargo, sendo que sua aprovação pelo Senado marcou o fim de um conflito de dois meses entre Garrard e o legislativo sobre a nomeação. Mais tarde naquele ano, ele candidatou-se para a vaga no Senado dos EUA, então ocupada por John Brown. Embora Henry Clay apoiasse a reeleição de Brown, Adair recebeu o apoio de Felix Grundy. Após Grundy acusou Brown de envolvimento em uma conspiração para fazer Kentucky uma província do governo espanhol, prejudicando sua popularidade. Adair ganhou em maioria simples, mas não a maioria qualificada dos votos expressos em seis votações consecutivas. Clay, em seguida, lançou seu apoio para Thruston Buckner, um candidato mais aceitável que derrotou Adair no sétimo escrutínio. A Influência de Grundy no legislativo continuou a crescer, e quando John Breckinridge demitiu-se para aceitar a nomeação do Presidente Thomas Jefferson como procurador geral dos Estados Unidos em agosto de 1805, o Senado escolheu Adair para preencher a vaga.

## Acusação de deslealdade
O ex-vice-presidente Aaron Burr visitou o Kentucky em 1805, chegando na cidade de Frankfort no Kentucky em 25 de maio hospedou-se com ex-senador John Brown. Durante a viagem ele conversou com muitos políticos proeminentes, Adair entre eles, sobre a possibilidade arrestar o México pertencente Espanha. A maioria das pessoas com quem ele falou estavam convencidas de que ele estava agindo em nome do governo federal. Correspondência do ex-comandante de Adair, James Wilkinson, confirmou esta ideia em mente de Adair. Em 1806, Burr foi preso em Frankfort, sob a acusação de traição. Funcionários alegaram que ele realmente pretendia criar uma nova nação independente em terras espanholas, em vez de manter a expansão dos Estados Unidos.

Aaron Burr e Adair foram acusado de deslealdade aos EUA, mas ambos foram absolvidos.

Convencido de sua inocência, Henry Clay defendia Burr, enquanto Joseph Hamilton Daveiss atuou como procurador. Harry Innes presidiu o julgamento, que começou dia 11 de novembro. Daveiss teve que pedir um adiamento porque Davis Floyd, uma das suas testemunhas chaves, estava em atividade na Assembleia Legislativa de Indiana e não poderia estar presente no Tribunal. O Tribunal reuniu-se em seguida no dia 2 de Dezembro, e Daveiss, novamente teve que pedir um adiamento, desta vez porque Adair, outra testemunha, não estava presente. Adair havia viajado para Louisiana para inspecionar uma terra que recentemente havia comprado. À sua chegada em Nova Orleans, foi preso por ordem de seu antigo comandante, James Wilkinson, que estava exercendo mandato como governador do território de Louisiana.
Clay solicitou que o julgamento prosseguisse na ausência de Adair, então no dia seguinte, Daveiss apresentou acusações contra Burr por traição e Adair como um co-conspirador. Após os depoimentos, o júri rejeitou a acusação contra Adair como "inconsistentes" e da mesma forma rejeitou as acusações contra Burr dois dias mais tarde. Após sua reivindicação pelo grande júri, Adair contra-processou Wilkinson no tribunal federal. Embora a batalha legal entre os dois tenha durado vários anos, o Tribunal considerou que Wilkinson não tinha nenhuma evidência sólida contra Adair e ordenou Wilkinson para emitir um pedido público de desculpas e pagar $2.500 para Adair como danos. A absolvição de Adair e  a divulgação do sucesso na causa veio tarde demais para evitar danos à sua carreira política. Por causa de sua associação no esquema do Burr, ele perdeu a eleição para um mandato completo no Senado em novembro de 1806. Ao invés de esperar seu mandato parcial expirar, demitiu-se em 18 de novembro de 1806.

## Atuação na guerra de 1812

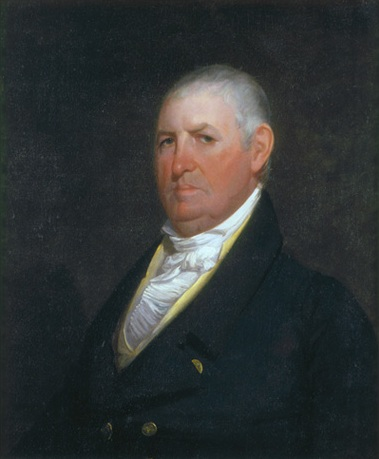
Isaac Shelby nomeou Adair para ser General Adjunto do Kentucky.

Adair voltou para a milícia de Kentucky no início da guerra de 1812. Após a vitória de Oliver Hazard Perry em 10 de setembro de 1813, na batalha do Lago Erie, William Henry Harrison pediu ao governador do Kentucky Isaac Shelby, que destacasse um herói da guerra revolucionária, para recrutar tropas em Kentucky e se juntar a ele em sua invasão ao Canadá. Shelby pediu para Adair para ser primeiro ajudante de ordens. Futuro governador de Kentucky e senador John J. Crittenden foi o segundo assessor de Shelby, também o futuro senador e Chefe geral do serviço postal General William T. Barry foi seu secretário. Adair prestou um serviço louvável na campanha, principalmente da vitória americana na Batalha do Tâmisa em 5 de outubro de 1813. Shelby elogiou a atuação de Adair e em 1814, fez dele chefe administrativo geral militar do Kentucky conjuntamente com promoção ao posto de General Brigadeiro.
No final de 1814 Andrew Jackson pediu reforços de Kentucky para sua defesa no Golfo do México. Adair rapidamente levantou três regimentos, mas o governo federal não forneceu armas e meios de transporte. James Taylor Jr., então servindo como intendente geral da milícia do Estado, hipotecou uma terra particular por US $6.000, destinando o valor para compra de barcos para o transporte dos homens do Adair. O número de homens com Adair foi questionado mais tarde, fontes diversas dão números imprecisos que variam de 700 até 1.500 homens. Muitos não tinham armas e muitos deles armaram-se de rifles pessoais. John Thomas, a quem o Adair foi adjunto, adoeceu antes da batalha começar, deixando Adair responsável por todos os Kentuckinianos na batalha.
Em 7 de Janeiro de 1815 Adair viajou para New Orleans e junto aos líderes da cidade pediu por empréstimos as armas do arsenal da cidade com as quais armaria seus milicianos. Os funcionários concordaram sob a condição de que o empréstimo das armas do Arsenal fosse mantida em segredo dos cidadãos. As armas foram encaixotadas e foram entregues no acampamento do Adair na noite de 7 de Janeiro. Por sugestão de Adair seus homens foram colocados na reserva e localizados centralmente atrás dos milicianos de Tennessee comandos por William Carroll. De lá eles poderiam mover-se rapidamente para reforçar qualquer parte da linha americana que recebeu o mais pesado ataque dos britânicos.
Aparentemente desconhecendo o pedido de Adair, naquela noite, Jackson ordenou 400 milicianos de Kentucky desarmados para o comando do Coronel John Davis, em uma marcha para New Orleans para obter armas e, em seguida, reforçar os 450 milicianos de Louisiana comandados por David B. Morgan na margem oeste do Rio Mississippi. Quando eles chegaram em New Orleans, eles foram informados que as armas da cidade já haviam sido enviadas para Adair. Os cidadãos recolheram as armas que eles tinham, principalmente velhas espingardas, armas em ruína e entregaram aos homens de Davis. Com cerca de 200 homens assim armados informaram para Morgan como prontos para o combate, apenas algumas horas antes do início da batalha de Nova Orleans. O restante dos homens de Davis voltou para o acampamento principal, ainda sem armas.
Como os britânicos se aproximaram na manhã de 8 de Janeiro, tornou-se evidente que eles iriam tentar quebrar a linha americana através dos soldados do Tennessee comandados por Carroll, então Adair avançou seus homens para apoiá-los. A principal linha americana foi organizada e repeliu o ataque britânico. No total, apenas seis americanos foram mortos e outros sete feridos. Enquanto isso, Davis e seu pelotão de Kentucky chegavam do ocidente, após a sua chegada no acampamento de Morgan foram enviados como reforço para atender o avanço de uma força britânica secundária. Em desvantagem, mal armados e sem o apoio de retaguarda e artilharia, foram rapidamente cercados e forçados a recuar. Vendo o retiro de Kentuckinianos, os milicianos de Morgan abandonaram suas posições. Adair disse mais tarde que eles sequer haviam disparado um tiro. Os britânicos rapidamente abandonaram a posição recém ocupada, então Jackson transformou o revés inicial em outra vitória.

## Controvérsia com Andrew Jackson
Relatório oficial de Jackson, assim como do Commodore Daniel Patterson, culpou o recuo dos Kentuckinianos para o insucesso no franco ocidental da batalha. Muitos Kentuckinianos também perceberam que o relatório de Jackson minimizou a importância deles também na margem oriental (aqueles sob Adair) na preservação da linha americana e garantir a vitória. os homens de Davis insistiam que relatório de Jackson foi baseado em sua incompreensão dos fatos e pediram para Adair pedir uma investigação por um Tribunal de inquérito.
O Tribunal reuniu-se em fevereiro de 1815, com o Major-General Carlos do Tennessee que o presidiu. O relatório do Tribunal constatou que "O recuo da milícia de Kentucky, considerando que estavam com poucas armas e outros recursos era desculpável". O Tribunal constatou que a formação das tropas no flanco ocidental foi "excepcional", observando que 500 homens da Louisiana protegidos por três peças de artilharia e por uma barreira forte foram convocados para defender uma linha que se estendia por apenas 200 jardas (180 m), enquanto que Davis e seus 170 Kentuckinianos, mal armados e protegidos apenas por uma pequena vala, foram ordenados para defender uma linha de mais de 300 jardas (270 m) de comprimento. Em 10 de fevereiro de 1816 a Assembleia Geral de Kentucky expediu resolução agradecendo Adair por seu serviço na batalha de New Orleans e por sua defesa dos soldados acusados por Jackson.
O relatório do Tribunal não foi uma completa refutação do relatório de Jackson que muitos Kentuckinianos, incluindo Adair, queriam, mas atendeu a reivindicação oficial dos milicianos de Davis. Jackson aprovou o relatório do Tribunal, mas Adair, antigo amigo próximo de Jackson, escreveu uma carta insistindo que Jackson retirasse ou modificasse o seu relatório. A carta rapidamente foi tornada pública. Em uma resposta educada, mas concisa, Jackson se recusou a fazê-lo.

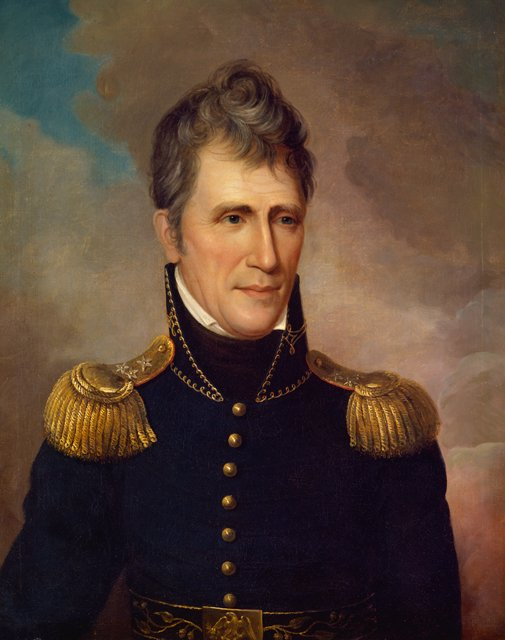
Andrew Jackson and Adair envolveram-se em uma disputa pública sobre a conduta dos milicianos de Kentucky na batalha de Nova Orleans.

A resposta de Jackson poderia ter encerrado o assunto, mas em junho de 1815 H.P. Helm, o secretário de John Thomas, escreveu para um jornal de Frankfort que ele tinha sido instruído a encaminhar observações "gerais" que foram anexadas ao relatório oficial da batalha. As observações afirmavam que o general estava agora convencido de que os relatórios iniciais de covardia por homens de Miles Davis "tinham sido deturpados" e que sua retirada foi "não só desculpável, mas absolutamente justificável". Estas observações foram reimpressas em jornais de Kentucky e satisfez finalmente ao povo do estado. Além disso, em dado o momento das observações, ficou creditado que a carta do Adair de protesto foi uma ordem de Jackson para escrevê-los. Não era e após a ampla divulgação das observações, foi que Helm descobriu que as observações tinham sido atribuídas a Jackson. As observações "gerais" referidas foram realmente de John Thomas. Jackson nunca tinha visto os comentários. Helm disse mais tarde ter enviado um esclarecimento para o jornal que publicou originalmente a matéria, mas a correção nunca apareceu no jornal.
Uma série de eventos vagamente relacionados que levaram à descoberta de Jackson das observações que lhe foram atribuídas. Em Janeiro de 1817 realizou-se um jantar em homenagem a um dos comandantes da campanha do Chesapeake. Durante o jantar, o comandante observou que, se ele houvesse comandado 2.000 Kentuckinianos em vez dos 7.000 Marylanders, os britânicos não teriam incendiado Washington, D.C. Estas observações foram elogiadas em todo Kentucky, mas um jornal de Boston lembrou ofendidos New Englanders, que o General Jackson tinha realmente comandado os milicianos de Kentucky em Nova Orleans e tinha uma opinião decididamente diferente da deles. Enfurecidos os jornais de Kentucky publicaram numerosos documentos em resposta ao jornal de Boston, incluindo as declarações supostamente atribuídas a Jackson. Isso foi, aparentemente, a primeira vez que Jackson leu os comentários, então com raiva escreveu para o repórter de Kentucky, denunciando que as declarações em seu nome eram uma falsificação. O repórter posteriormente investigou e publicou uma explicação de como as observações de Thomas tinham sido erroneamente atribuídas a Jackson. Eles, no entanto, não reimprimiram a carta de Jackson em razão de terem percebido que a declaração de "intencionalmente forjada" era extremamente polêmica e exagerada.
Em uma carta privada a Jackson, os editores do jornal prometeram que se a publicação não havia sido satisfatória eles iriam publicar qualquer outra que fosse do seu acordo na íntegra. Jackson aproveitou-se desta oferta, escrevendo uma carta extensa, na qual ele deixou insinuado que Adair havia planejado uma conspiração para trocar as observações de Thomas como se fossem de Jackson então encobrindo a covardia dos homens de Miles Davis. Na carta, publicada em abril de 1817, Jackson reafirmou que as observações equivocadamente atribuídas a ele tinham sido intencionalmente forjadas, possivelmente pelo próprio Adair, não apenas simplesmente mal compreendidas. Ele referiu as observações como "prato forjado, vestido com o verdadeiro estilo espanhol". Adair considerou isso como uma referência velada à sua suposta participação na conspiração de Aaron Burr. Citando o Kentuckiniano Robert B. McAfee em History of the Late War in the Western Country, Jackson afirmou que Adair tinha armado o complô, com a fim de reforçar a sua reputação de "herói de verdade e defender a reputação de Kentucky". Como prova de que ele não estava ressentido contra Kentuckinianos em geral, Jackson deixa implícito que ele não tinha relatado um comportamento desonroso aos milicianos de Kentucky na batalha de Nova Orleans. Finalmente, Jackson comentou sobre as conclusões do inquérito do Tribunal, dizendo que sua desculpa branda do recuo dos Kentuckinianos foi feita para evitar ofuscamento do júbilo geral sobre a vitória, mas a absolvição, tímida na verdade, provou que sua avaliação do comportamento dos Kentuckians era verdadeira.
A carta de Jackson aumentou mais ainda a disputa, que anteriormente estava restrita aos interesses regionais, ganhando destaque nacional, despertando interesse de todo o país com publicações editoriais em defesa de um lado ou outro. as acusações contra Adair levaram-o a retomar a correspondência com Jackson, agora não apenas para defender os homens de Davis contra as acusações de Jackson de covardia, mas também contra as acusações de Jackson de conspiração. A resposta de Adair veio através de Natchez do Mississippi, em maio de 1817. Ele expressa sua defesa dos milicianos de Kentucky que participaram na batalha de Nova Orleans e condenou Jackson por fazer acusações de falsificação e de conspiração contra ele com nenhuma evidência ou provas de tais acusações. Negou categoricamente que qualquer conspiração existiu. Em resposta a alusão de Jackson para o caso de Burr, Adair recordou em sua carta que Jackson, também, tinha sido implicado na conspiração. Ele brevemente descartou muitas das alegações de Jackson por serem sem importância, bem como também tenha negado sua veracidade.
Jackson estava negociando um tratado com o Cherokee quando resposta do Adair foi publicada. Consequentemente, sua resposta não apareceu até a publicação de 3 de setembro de 1817. Ainda foi incapaz de produzir qualquer prova tangível que Adair tinha projetado uma conspiração para salvar a reputação das tropas de Kentucky e aumentar o valor próprio comparado ao de Jackson, no entanto Jackson, tentou fornecer evidências indiretas, que tal conspiração seria possível. Ele apresentou algumas das evidências apresentadas no Tribunal de inquérito como sendo falsas e citou isto como início da suposta conspiração do Adair. Alegou também depender de cálculos complicados baseados no espaçamento e distância para argumentar que o Adair tinha apenas metade do número de homens, afirmando isso por ter comandado a batalha de Nova Orleans. Ele alegou ainda que Adair ordenou Davis para New Orleans para obter armas, sabendo que estas  já haviam sido emprestadas para outras brigadas sob o comando do Adair. Afirmou que Adair tinha dado uma ordem tola, disse Jackson, ou ele não tinha tantos homens em sua principal força como ele alegou inicialmente. Ele encerrou alegando que mantinha Adair em alta conta, mas que o seu respeito por ele tinha evaporado quando leu a primeira carta do Adair, pedindo uma retratação ou a modificação do relatório oficial de Jackson. Ele afirmou que esta carta seria a última que ele iria compor sobre o assunto.
A resposta final de Adair foi publicada em 29 de outubro de 1817. O atraso de sua resposta, disse ele, foi ocasionado porque ele estava à espera de documentos a partir de Nova Orleans. Embora os documentos nunca chegaram, ele ainda acreditava ter provas suficientes para montar a resposta. Citando a partir de uma carta ao ajudante de campo de Jackson, uma carta citada pelo próprio Jackson em correspondência anterior, Adair mostrou que Jackson tinha tido conhecimento das observações de Thomas em 1815, tinha sido informado na época que eles foram escritos pelo secretário de Thomas e foi dada a oportunidade de refutar aos dados, coisa que ele não fez. À luz desta evidência, parecia ao Adair estranho a razão de Jackson agora alegar que as observações haviam sido forjadas por Adair. Ele também defendeu sua própria conta do número de tropas à sua disposição na batalha. Ele perguntou por que Jackson não tinha desafiado números do Adair inicialmente, já que ele havia relatado consistentemente o número de tropas como sendo perto de 1 000 desde o início do caso. Ele também afirmou que obtenção de armas em Nova Orleans foi feita sob as ordens de Jackson que montou seu próprio cavalo para ir até New Orleans para efetuar a transação. Por fim, ele ressaltou que Jackson tinha excedido em grande parte ou não tinha refletido sua observação de "Prato espanhol" como uma ressuscitação do alegado envolvimento de Adair no caso de Burr, mas lembrou ao seu leitor que envolvimento de Jackson com Burr foi mais extenso do que o seu próprio.
A tradição diz que esta última resposta entre Adair e Jackson levou um para o outro ao desafio de duelo e que amigos de ambos evitaram o conflito depois de tudo montado. O historiador Zanini Frederick Smith dá um relato detalhado dessa versão que afirma que foi contada a ele por um descendente do primo de Adair. Nenhuma evidência escrita dos eventos existe. As tensões entre ambos eventualmente amainaram. Adair foi confortar Jackson após a morte de sua esposa, Rachel, em 1828. Adair também fez campanha em nome de Jackson durante suas propostas para a Presidência, em 1824, 1828 e 1832. Adversários Jackson, no entanto, compilaram cópias de suas cartas em panfletos de campanha para usar contra ele no Kentucky durante estas eleições mesmas.

## Governador de Kentucky

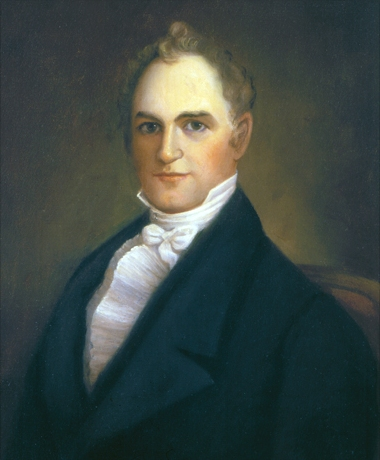
Joseph Desha, um dos adversários do Adair na eleição para governador de 1820.

Participação do Adair na guerra de 1812 e a subsequente correspondência com Jackson restaurou sua reputação. Ele continuou a servir como General adjunto até 1817, quando foi reeleito para câmara dos representantes do estado. Ele foi nomeado para Presidente da câmara durante esse prazo, embora ele não tenha sido eleito, ele indicou e apoiou membros de ambas as partes, em grande parte por causa de sua relação com Jackson.
Após o pânico de 1819, primeira grande crise financeira na história dos Estados Unidos, o principal problema político do dia foi o alívio de dívidas. O governo federal havia criado o segundo banco dos Estados Unidos, em 1817, e sua política de crédito rigorosa colidia com os grandes devedores em dificuldade do Kentucky. Estava no governo Gabriel Slaughter que havia incitado algumas medidas favoráveis para os devedores do Estado, impôs punições particularmente contra os segmentos do segundo banco dos Estados Unidos em Louisville e Lexington. O "segundo sistema partidário" ainda não estava desenvolvido, mas mesmo assim havia duas facções opostas que surgiram em torno da questão do alívio da dívida. O primeiro, composto principalmente de especuladores que compraram grandes parcelas de crédito e foram incapazes de pagar suas dívidas devido a crise financeira, foi apelidado o "partido do alívio ou facção" e favoráveis a uma  legislação mais branda para os devedores. Se opuseram a eles o "Anti-Relief partido ou facção". Ele foi composto principalmente da aristocracia do Estado, muitos dos quais eram credores dos especuladores de terras e exigiram que seus contratos fossem respeitados sem interferência do governo. Eles alegaram que nenhuma intervenção do governo poderia efetivamente ajudar os devedores e qualquer tentativa em fazê-lo só iria prolongar a depressão econômica.
Adair foi o líder da facção de alívio, bem como sua popularidade tinha sido reforçada graças à sua longa e pública disputa com Jackson. Na eleição para governador de 1820, foi eleito governador do Kentucky sobrepondo seus três colegas democrático-republicanos. Adair ganhou 20.493 votos, senador William Logan terminou em segundo lugar com 19.497 votos, o veterano Joseph Desha recebeu 12.419 votos e Coronel Anthony Butler reuniu apenas 9.567 votos. Os defensores das medidas de alívio da dívida também ganharam maiorias em ambas as casas da Assembleia Geral.

### Alívio da dívida
O historiador de Kentucky Lowell H. Harrison opinou que a medida mais importante implementada durante a administração do Adair foi a criação do banco da Commonwealth, em 1820. O banco fez empréstimos generosos e liberalmente emitiu papel-moeda (dinheiro). Uma vez que as notas bancárias emitidas pelo banco da Commonwealth rapidamente perderam valor comparativo, os credores que se recusassem a aceitar estas notas desvalorizadas tinham de esperar por dois anos para poder resgatá-las. Para inspirar confiança nas notas desvalorizadas, Adair determinou que todos os oficiais do estado recebessem seus salários em notas emitidas pelo banco da República.
O outro banco do estado, o de Kentucky, aderiu práticas bancárias mais conservadoras. Em função disso mantiveram o valor de suas notas valorizadas em relação aos seus comparativos, este banco também manteve os processos de empréstimos menos disponíveis, o que irritou os legisladores partidários do alívio. Consequentemente, eles revogaram a carta do banco em Dezembro de 1822. Adair supervisionou a abolição da prática de prisão por dívida e sancionou rigorosa legislação contra jogos de azar. Os legisladores também isentaram de venda forçada dos itens considerados necessários para ganhar a vida, que incluía um cavalo, um arado, uma enxada e um machado.
O Tribunal de Apelações do Kentucky, o mais alto tribunal do estado, derrubou a lei que obrigava o resgate só após dois anos para as notas bancárias porque ela prejudicava a obrigatoriedade dos contratos. Quase ao mesmo tempo, a Suprema Corte dos EUA emitiu sua decisão no caso "Green V. Biddle", assegurando que as reivindicações de terras concedidas pela Virgínia, no antigo distrito de Kentucky, (anterior ao estado do Kentucky) tinham precedência sobre as posteriores concedidas pelo Estado de Kentucky se houvesse conflito entre elas. Adair denunciou esta decisão em uma mensagem de 1823 para a legislativo, alertando contra interferência federal e judicial na vontade do povo, expressa através do legislador. Encorajado pela mensagem de Adair, os partidários do alívio tentaram remover os três juízes do Tribunal de Justiça do Estado, bem como James Clark, um juiz de tribunal inferior, que tinha emitido uma decisão semelhante, no caso do banco. Os juízes foram poupados quando seus adversários não conseguiram obter a maioria de dois terços necessária para remoção.

### Outros assuntos do mandato de Adair
Adair instou os legisladores para criarem um sistema de escolas públicas. Em atendimento a Assembleia Geral aprovou uma lei criando um "fundo literário" do estado, que recebeu a metade dos lucros acumulados pelo Bank of the Commonwealth. O fundo estava disponível, proporcionalmente, para cada um dos condados do estado para o estabelecimento de "um sistema de educação geral". No tumultuado ambiente econômico, no entanto, os legisladores rotineiramente utilizavam o fundo literário para outros fins, principalmente para a construção de obras públicas.

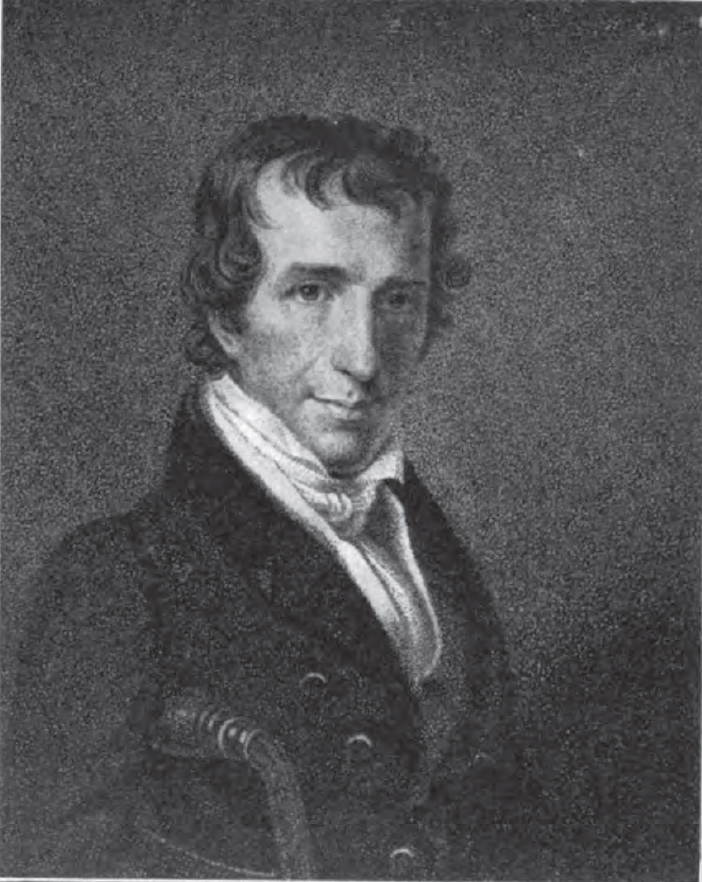
A man with dark, curly hair wearing a white shirt and black jacket

O vice-governador de Adair, William T. Barry e John Pope, Secretário de estado antecessor de Adair, lideraram um Comitê de seis homens autorizado pela lei para estudar a criação de um sistema de escolas comuns. O relatório de Barry, entregue ao poder legislativo, em Dezembro de 1822, foi elogiado por notoriedades como John Adams, Thomas Jefferson e James Madison. De autoria do membro do Comitê Amos Kendall, surge a crítica da ideia das academias de concessão de terras então predominantes no estado como impraticáveis fora das cidades ricas. Ele também concluiu que o fundo literário sozinho era insuficiente para o financiamento de um sistema de escolas comuns. O relatório recomendava que os fundos só deveriam ser disponibilizado aos municípios que instituíssem um imposto em benefício do sistema de escola pública do Condado. Legisladores majoritariamente ignoraram o relatório, Thomas D. Clark historiador de Kentucky cita que a decisão foi "um dos erros mais flagrantes da história educacional americana".
O endosso de Adair ao compromisso do Missouri foi fundamental para garantir a sua aprovação pelos legisladores de Kentucky. Ele defendeu a reforma prisional e melhor tratamento aos doentes mentais. Ele também supervisionou a promulgação de um plano de obras públicas, incluindo a navegação aprimorada no Rio Ohio.

## Últimos anos e morte
Barrado de buscar um segundo mandato consecutivo pela Constituição do Estado, Adair retirou-se para sua fazenda no Condado de Mercer, ao término de seu mandato como governador. Pouco depois de voltar à vida privada, ele começou a se queixar sobre o baixo valor das notas bancárias do "Bank of the Commonwealth", então valendo cerca de metade do compartivo, então peticionou ao legislador para resolver a situação. A denúncia do ex-governador sobre os efeitos nocivos da legislação de alívio foi celebrado com ironia entre os membros da facção Anti-Relief.
Adair fez uma aparição final na vida pública quando foi eleito para a Câmara dos representantes como um democrata de Jackson, em 1831. Durante o 22º Congresso (1831–1833), serviu na Comissão dos assuntos militares. Durante o seu mandato, ele fez apenas um discurso e foi tão inaudível que ninguém sabia que posição ele estava defendendo. O repórter da câmara supôs que era sobre a montagem de algumas tropas federais a cavalo. Ele não concorreu à reeleição em 1833 e saiu da vida pública para sempre. Ele morreu em casa em Harrodsburg em 19 de maio de 1840 e foi enterrado em sua propriedade de White Hall. Em 1872 seus restos mortais foram transferidos para o cemitério de Frankfort, onde o estado erigiu um marco sobre sua sepultura. Além do Condado de Adair em Kentucky, de Missouri e Iowa, as cidades de Adairville do Kentucky e Iowa foram assim nomeadas em sua homenagem.

## Ler também
- Wilson, Samuel M. (janeiro de 1936). «The Court Proceedings of 1806 in Kentucky Against Aaron Burr and John Adair». Filson Club Historical Quarterly. 10 (1). Consultado em 29 de novembro de 2011. Arquivado do original em 25 de abril de 2012

## Fonte da tradução
- Este artigo foi inicialmente traduzido, total ou parcialmente, do artigo da Wikipédia em inglês cujo título é «John Adair».